# Радкевич, Владимир Валерьевич
Влади́мир Вале́рьевич Радке́вич (31 марта 1976, Фергана, Узбекская ССР) — узбекистанский футболист, защитник, тренер. Выступал за сборную Узбекистана по футболу.

## Карьера

### Клубная
Воспитанник ферганского клуба «Нефтчи». Первый тренер — Р. Я. Сагов. начинал карьеру в 1994 году в клубе «Семетей» Кызыл-Кия из Кыргызстана. Серебряный (1994) и бронзовый (1995) призёр чемпионата Кыргызстана. В 1996 году перешёл в узбекский клуб «Нефтчи» Фергана, за который выступал до 2001 года. Чемпион Узбекистана (2001), серебряный призёр (1996, 1997, 1998, 1999, 2000), обладатель (1996) и финалист (1997, 1998, 2001) Кубка страны. С 2002 по 2008 годы выступал за российские клубы: в Премьер-лиге за волгоградский «Ротор», в Первом дивизионе за екатеринбургский «Урал» и хабаровскую «СКА-Энергию». В 2009 году вернулся на родину, выступал за «Нефтчи». В 2011 году переехал в российский город Пенза, где начал тренерскую карьеру в Центре детского и юношеского футбола «Зенит», был заявлен за ФК «ГрАЗ» (Грабово) в чемпионате Пензенской области. В сезоне 2017 года был заявлен за «Дорожник» (Каменка). 8 сентября исполнял обязанности главного тренера ФК «Зенит».

### В сборной
Выступал за юношескую сборную Кыргызстана. С 2005 по 2006 годы провёл пять встреч в составе национальной сборной Узбекистана.

## Достижения
«Семетей»
- Серебряный призёр Чемпионата Кыргызстана: 1994
- Бронзовый призёр Чемпионата Кыргызстана: 1995

 «Нефтчи»
- Чемпион Узбекистана: 2001
- Серебряный призёр Чемпионата Узбекистана: 1996, 1997, 1998, 1999, 2000
- Обладатель Кубка Узбекистана: 1996
- Финалист Кубка Узбекистана: 1997, 1998, 2001

 «Урал»
- Бронзовый призёр Первого дивизиона ПФЛ: 2006
- Полуфиналист Кубка России: 2007/08